# IC 4141
IC 4141 — галактика типу S R () у сузір'ї Волосся Вероніки.
Цей об'єкт міститься в оригінальній редакції індексного каталогу.